# 슈테틴 조약

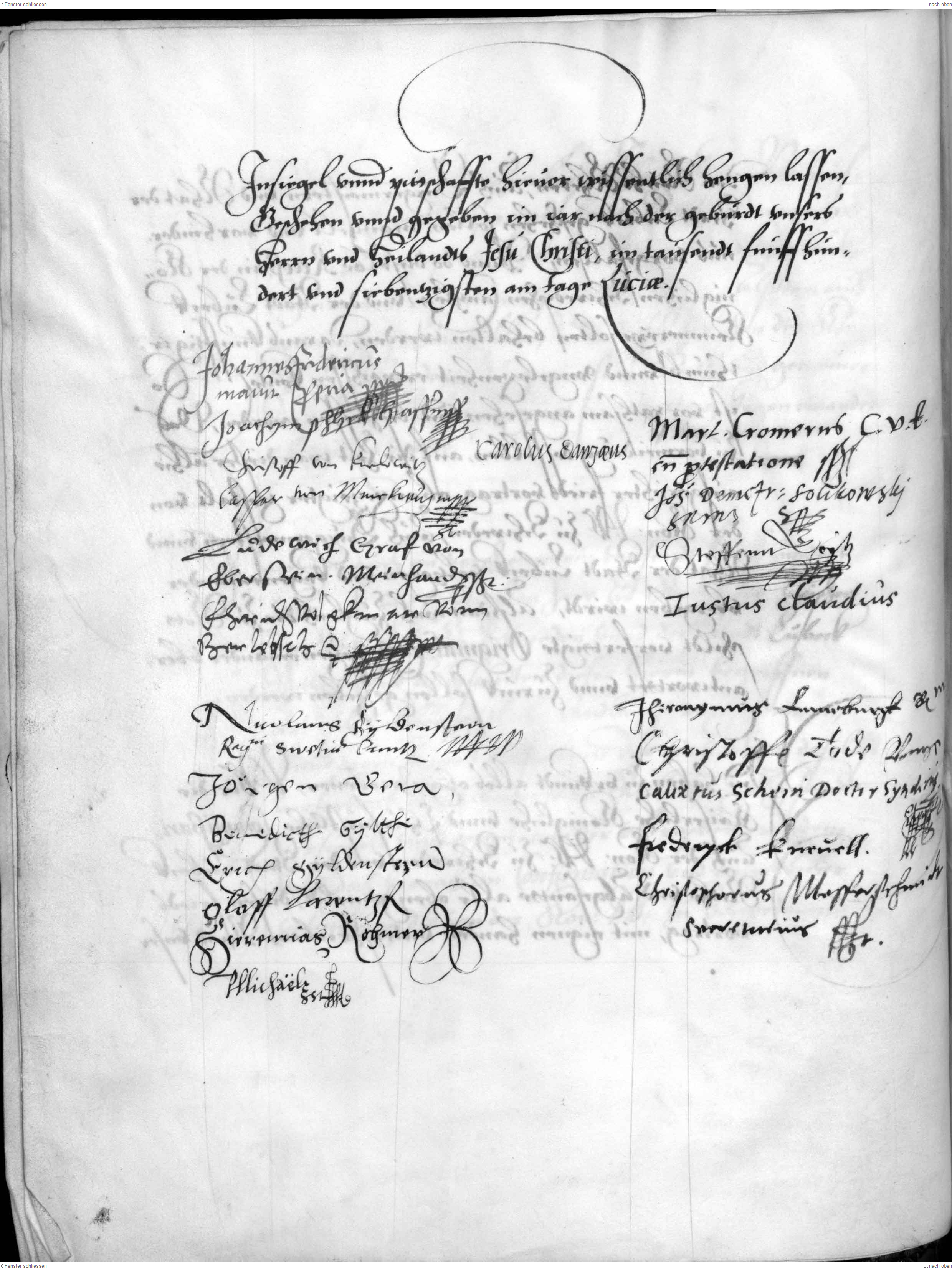

슈테틴 조약(독일어: Frieden von Stettin, 스웨덴어: Freden i Stettin, 덴마크어: Freden i Stettin)은 1570년 12월 13일에 포메라니아 슈테틴(현재의 폴란드 슈체친)에서 체결된 북방 7년 전쟁의 평화 조약이다. 신성 로마 제국의 막시밀리안 2세 황제가 중재 역할을 수행했으며 스웨덴, 덴마크, 뤼베크 자유시 사이에 체결되었다.

## 조약 내용
- 덴마크의 프레데리크 2세 국왕은 스웨덴에 대한 모든 요구를 포기한다.
- 스웨덴의 요한 3세 국왕은 덴마크가 지배하고 있는 노르웨이, 스코네, 할란드, 블레킹에, 고틀란드섬에 대한 영유권 주장을 포기한다.
- 스웨덴은 덴마크에 배상금 150,000 릭스달러(Riksdaler)를 지급하고 엘브스보리 요새(Älvsborg)를 덴마크에 반환한다.
- 스웨덴은 뤼베크에 배상금 75,000 달러(Daler)를 지급한다.